# 座二郎
座二郎（ざじろう、1974年-）は、日本の漫画家。

## 経歴
早稲田大学理工学研究科建築学専攻修士課程修了後、建築会社に勤務しながら、通勤電車の中で作品を描く。既婚。2012年から『ビッグコミックスペリオール』のウェブサイトで『RAPID COMMUTER UNDERGROUND』を連載。2016年には初めての絵本「おおきなでんしゃ」を上梓。

## 作品リスト
- RAPID COMMUTER UNDERGROUND　（ビッグコミックスペリオールウェブサイト掲載　2014年小学館）
- おおきなでんしゃ（絵本　2016年　あかね書房）